# 宮地元貴
宮地 元貴（みやち げんき、1994年4月17日 - ）は静岡県出身のサッカー選手。ナショナルプレミアサッカーリーグ・チャタヌーガFC所属。ポジションはミッドフィールダー、ディフェンダー。

## 来歴
慶應義塾体育会サッカー部に所属。2016年には全日本大学選抜に選出され、4年時は主将を務めた。
2016年8月3日、名古屋グランパスから2017年シーズンの加入内定及び同シーズンの特別指定選手登録が発表された。
2017年6月21日の天皇杯2回戦・SRC広島戦に先発起用され、公式戦に初出場。2017年8月13日、松本山雅FCへ完全移籍した。入団から半年でのルーキーの完全移籍はJリーグでも異例である。
2018年、アスルクラロ沼津へ期限付き移籍。
2019年4月、アメリカ・ナショナルプレミアサッカーリーグのチャタヌーガFCへの完全移籍が発表された。
- FC時之栖
- 桐蔭学園中学校
- 東京ヴェルディユース
- 慶應義塾大学
  - 2016年 名古屋グランパス（特別指定選手）
- 2017年 - 同年8月  名古屋グランパス
- 2017年8月 - 2018年  松本山雅FC
  - 2018年  アスルクラロ沼津（期限付き移籍）
- 2019年 -  チャタヌーガFC（英語版）

## 個人成績
| 国内大会個人成績 | 国内大会個人成績 | 国内大会個人成績 | 国内大会個人成績 | 国内大会個人成績 | 国内大会個人成績 | 国内大会個人成績 | 国内大会個人成績 | 国内大会個人成績 | 国内大会個人成績 | 国内大会個人成績 | 国内大会個人成績 |
| 年度             | クラブ           | 背番号           | リーグ           | リーグ戦         | リーグ戦         | リーグ杯         | リーグ杯         | オープン杯       | オープン杯       | 期間通算         | 期間通算         |
| 年度             | クラブ           | 背番号           | リーグ           | 出場             | 得点             | 出場             | 得点             | 出場             | 得点             | 出場             | 得点             |
| 日本             | 日本             | 日本             | 日本             | リーグ戦         | リーグ戦         | リーグ杯         | リーグ杯         | 天皇杯           | 天皇杯           | 期間通算         | 期間通算         |
| ---------------- | ---------------- | ---------------- | ---------------- | ---------------- | ---------------- | ---------------- | ---------------- | ---------------- | ---------------- | ---------------- | ---------------- |
| 2017             | 名古屋           | 26               | J2               | 0                | 0                | -                | -                | 1                | 0                | 1                | 0                |
| 2017             | 松本             | 44               | J2               | 0                | 0                | -                | -                | -                | -                | 0                | 0                |
| 2018             | 沼津             | 4                | J3               | 1                | 0                | -                | -                | -                | -                | 1                | 0                |
| 通算             | 日本             | 日本             | J2               | 0                | 0                | -                | -                | 1                | 0                | 1                | 0                |
| 通算             | 日本             | 日本             | J3               | 1                | 0                | -                | -                | -                | -                | 1                | 0                |
| 総通算           | 総通算           | 総通算           | 総通算           | 1                | 0                | -                | -                | 1                | 0                | 2                | 0                |

## 代表歴
- 関東選抜A
  - デンソーカップサッカー（2016年）
- 全日本大学選抜
  - 日韓定期戦（2016年）